# クレイジー・ダイアモンド
「クレイジー・ダイアモンド」 (Shine On You Crazy Diamond) は、イギリスのプログレッシブ・ロック・バンド、ピンク・フロイドの楽曲。1975年のスタジオ・アルバム『炎〜あなたがここにいてほしい』に収録されている。旧邦題は「狂ったダイアモンド」。

## 解説
この曲は、1975年発表のアルバム『炎～あなたがここにいてほしい』に、アルバムの最初と最後に分割されて収録されている。全部で9つのパートで構成されており、そのうち「Part 5」と「Part 7」がボーカル・パートである。ボーカルはロジャー・ウォーターズが担当している。
各パートの作曲クレジットと曲のスタート時間は以下のとおり（アンディ・マペット著「ピンク・フロイド全曲解説」より）。
Part1（Wright, Waters, Gilmour)、
Part2（Gilmour, Waters, Wright) 2分9秒、
Part3（Waters, Gilmour, Wright) 3分54秒、
Part4（Gilmour, Wright, Waters) 6分27秒、
Part5（Waters) 8分42秒。
Part6（Wright, Waters, Gilmour)、
Part7（Waters, Gilmour, Wright) 4分55秒、
Part8（Gilmour, Waters, Wright) 6分24秒、
Part9（Wright） 9分30秒。
詞はシド・バレットについて書いたものであることを作詞者のウォーターズは認めていたが、後にそれを否定している。曲はデヴィッド・ギルモアによるフレーズが元になっている。最後を締めくくる「Part 9」はリチャード・ライト単独の作である。サクソフォーンはディック・パリーによるもの。
1974年6月のフランス公演で披露され、この時は「Shine on」と紹介していた。この時は「Part 1」から「Part 9」まで繋がった20分近い大作として演奏されている。1975年のツアーからは、スタジオテイクに近い形で分割にされて演奏された。1987年以降のギルモア主導のフロイドのコンサートで第1部のみが演奏されている。
一方、ウォーターズのソロ・コンサートで本作が演奏される際には、反目し合っていたライト作の「Part 9」は端折られる。

## プレイヤー
- ロジャー・ウォーターズ - ベース、ボーカル、ギター（パート8の一部のみ）
- デヴィッド・ギルモア - ギター、ボーカル、スライドギター（パート6）、シンセサイザー
- リチャード・ライト - オルガン、ピアノ、シンセサイザー、ボーカル
- ニック・メイスン - ドラムス、パーカッション
- ディック・パリー - サックス
- カーリーナ・ウィリアムス - コーラス
- ヴェネッタ・フィールズ - コーラス